# ماريا إرزوريز
ماريا إرزوريز إتشاورين (بالإسبانية: María Errázuriz Echaurren)‏ (1861 — 1 مايو 1922)  السيدة الأولى لشيلي وزوجة الرئيس جيرمان ريسكو . كانت ماريا إرازوريز من أصول تعود إلى الباسك.
وُلدت في سانتياغو، وكانت ابنة كل من الرئيس ماركوس ديل روزاريو فيديريكو والسيدة الأولى السابقة أولوخيا إتشاورين غارسيا-هويدوبرو، وأخت الرئيس فيديريكو إرزوريز إتشاورين. في 7 يناير 1880، تزوجت من خيرمان ريسكو، ابن عمها الأول عبر أخت والدها، كارلوتا إرزوريز زانيارتو. رزقت يثمانية أطفال، بمن فيهم جيرمان إجناسيو ريسكو إرازوريز، الذي شغل موقع وزير تشيلي مرتين.

## روابط خارجية
- الرسم البياني الأنساب من عائلة Errázuriz (بالإسبانية)

| الألقاب الفخرية          | الألقاب الفخرية               | الألقاب الفخرية      |
| ------------------------ | ----------------------------- | -------------------- |
| سبقها جيرتروديس إيتشينيك | السيدة الأولى لشيلي 1901-1906 | تبعها سارة ديل كامبو |